# Tambori

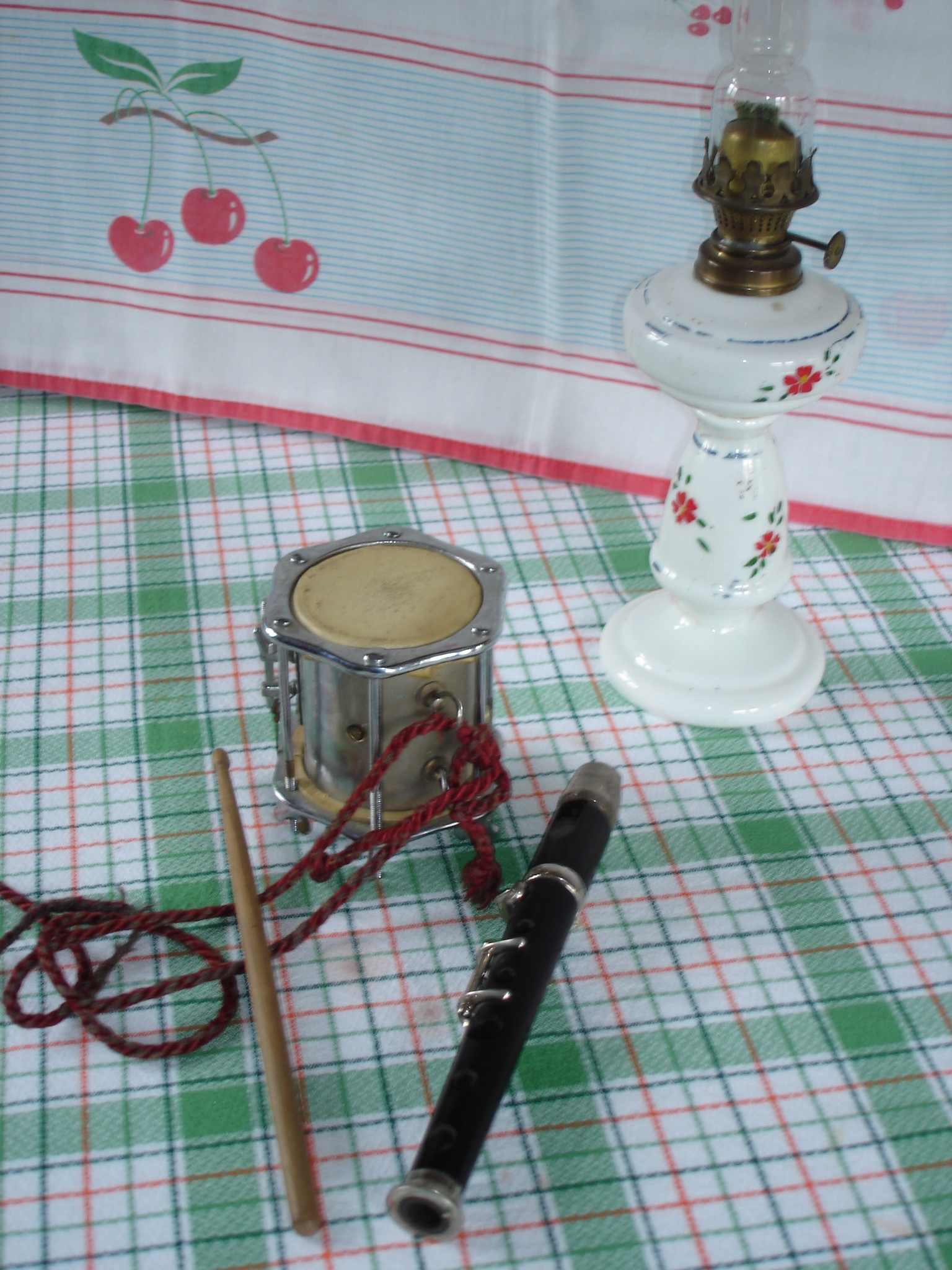
Een tambori en flabiol

Een tambori is een (zeer) kleine trommel (ca. 12 cm doorsnee) die gebruikt wordt in de muziek van Catalonië.
De trommel speelt een belangrijk rol bij de sardana, een Catalaanse volksdans. De tambori is gemaakt van hout of metaal en wordt met korte stokken bespeeld. De naam verwijst naar het Latijnse tabor, dat trommelen betekent (vergelijk tambour in het Frans).
In de cobla is de bespeler van de tambori vaak tevens de bespeler van de flabiol, een klein fluitje. De tambori wordt dan onder een elleboog geklemd, en de trommel wordt met de hand van de andere arm bespeeld, terwijl de hand van de klemmende arm de flabiol bespeelt.